# Rodvínov
Obec Rodvínov (německy Riedwies) se nachází v okrese Jindřichův Hradec v Jihočeském kraji. Žije zde 631 obyvatel.

## Historie
První písemná zmínka o vesnici pochází z roku 1319.

## Části obce
Obec Rodvínov se skládá ze dvou částí na dvou stejnojmenných katastrálních územích:
- Rodvínov
- Jindřiš

## Doprava
Kolem vesnice vede železniční trať České Velenice – Veselí nad Lužnicí, na které se nachází zastávka Rodvínov, ve které od roku 2020 nezastavují žádné spoje.

## Pamětihodnosti
- Zvonice

## Osobnosti
Narodili se zde:
- Václav Steffal (1841–1894), lékař, první profesor anatomie na české lékařské fakultě v Praze[4]
- Ondřej Schrutz (1865–1932), lékař, profesor epidemiologie a dějin medicíny na Univerzitě Karlově.[5]